# Sam Strike
Sam Strike, all'anagrafe Samuel Harry Strike (Southend-on-Sea, 18 gennaio 1994), è un attore britannico, noto per aver interpretato Johnny Carter nella soap opera EastEnders e Daniel Morgan nella serie M.I. High - Scuola di spie.

## Biografia
Strike ha recitato in due stagioni della serie CBBC, M.I. High - Scuola di spie nel ruolo di Dan Morgan. Nel 2013, è stato lanciato con il suo ruolo più famoso fino ad oggi, ovvero quello di Johnny Carter nella soap opera BBC EastEnders . Il personaggio di Strike è stato introdotto come parte della famiglia Carter, figlio di Mick Carter (Danny Dyer) e Linda Carter (Kellie Bright). Il 14 novembre 2014, Strike annunciò che avrebbe lasciato EastEnders venendo poi sosistuito da Ted Reilly.
Successivamente prese parte al film Bonded by Blood 2, pubblicato il 2 gennaio 2017. Strike ha recitato nel prequel di Non aprite quella porta, Leatherface, diretto da Alexandre Bustillo e Julien Maury, nei panni del protagonista Jedidiah Sawyer. Il film ruota intorno ad un adolescente Leatherface, che sfugge da un ospedale psichiatrico con altri tre detenuti. Ha inoltre recitato in Silent Witness nel 2016 e ha iniziato a girare per il film  Monster Party Movie nel 2017.

## Filmografia

### Cinema
- Stitches, regia di Conor McMahon (2012)
- Bonded by Blood 2, regia di Greg Hall (2017)
- Leatherface, regia di Alexandre Bustillo e Julien Maury (2017)
- Monster Party, regia di Chris von Hoffmann (2018)
- The Wisdom Tooth (Il Dente del Giudizio), regia di Gregorio Sassoli (2019)
- American Outlaws, regia di Sean McEwen (2023)
- Erano ragazzi in barca (The Boys in the Boat), regia di George Clooney (2023)
- 4 kids walk into a bank, regia di Frankie Shaw (2024)
- Westhampton, regia di Christian Nilsson (2024)

### Televisione
- M.I. High - Scuola di spie (M.I. High) – serie TV, 26 episodi (2013-2014)
- EastEnders – serial TV, 122 puntate (2013-2014)
- The dog ate my homework - serial TV, 1 episodio (2014)
- Give Out Girls – serie TV episodio 1x02 (2014)
- Testimoni silenziosi (Silent Witness) – serie TV episodi 19x01-19x02 (2016)
- Timeless – serie TV, episodio 1x09 (2016)
- Mindhunter – serie TV episodi 1x04-2x01 (2017-2019)
- Nightflyers – serie TV, 10 episodi (2018)
- Chernobyl, regia di Johan Renck – miniserie TV, puntata 1 (2019)
- The Dark Tower (La Torre Nera) - film TV, regia di Stephen Hopkins (2020)
- When the Street Lights Go On – serie TV, 10 episodi (2020)
- FBI: Most Wanted – serie TV, episodio 1x08 (2020)
- The Sandman – serie TV, episodio 1x04 (2022)
- Outer Range - serie TV, 5 episodi (2024)

## Doppiatori italiani
Nelle versioni in italiano delle opere in cui ha recitato, Sam Strike è stato doppiato da:
- Gabriele Vender in Nightflyers, Erano ragazzi in barca
- Massimo Triggiani in The Wisdom Tooth
- Emanuele Ruzza in Mindhunter
- Daniele Raffaeli in FBI: Most Wanted
- Andrea Oldani in Leatherface
- Raffaele Carpentieri in Timeless
- Matteo Bianchi in Outer Range